# Habenaria gustavo-edwallii
Habenaria gustavo-edwallii är en orkidéart som beskrevs av Frederico Carlos Hoehne. Habenaria gustavo-edwallii ingår i släktet Habenaria och familjen orkidéer. Inga underarter finns listade i Catalogue of Life.